# Johan Richard Ohlsson
Johan Richard Ohlsson (* 9. März 1874 in Stockholm; † 28. Juli 1940 ebenda) war ein schwedischer Violinist, Komponist und Geschäftsmann.
Ohlsson studierte ab 1887 am Konservatorium in Stockholm und ab 1896 an der Londoner Royal Academy of Music bei Émile Sauret. Von 1902 bis 1910 war Ohlsson Konzertmeister am Stockholmer Kungliga Filharmoniska Orkestern. Im Jahr 1915 wurde Ohlsson Mitglied der Königlichen Musikakademie Stockholm. Nach Beginn einer vielversprechenden Laufbahn als Violinist und Komponist verließ Ohlsson um 1915 das Betätigungsfeld der Musik und wurde Geschäftsmann.

## Leben und Werk
Johan Richard Ohlsson wuchs als zweites von sieben Kindern in Stockholm auf. Sein Vater war der Politiker und Industrielle Johan Ohlsson. Im Jahr 1890, erhielt Ohlsson als Schüler für musikalische Darbietungen Auszeichnungen, Ehrungen und Prämien in Form von Noten. Bereits als Schüler zeigte er professionelle musikalische Aufführungsreife. Nach der Begleitung eines Theaterstückes im Jahr 1887 als dreizehnjähriger Violinist wurde er bei Johan Lindberg am Königlichen Musikkonservatorium in Stockholm aufgenommen. Später wurde er Schüler des berühmten Geigers Émile Sauret zunächst wenige Monate in Paris und anschließend an der Royal Academy of Music in London, wo Ohlsson auch eigene Werke aufführte.

## Wertung
Ohlssons Name wird oft mit einem genialen Geigenspiel in Verbindung gebracht. Obwohl er Konzertmeister am neugegründeten Kungliga Filharmoniska Orkestern in Stockholm war, trat er nicht als Solist auf. Nichtsdestotrotz wurde ihm in Schweden eine große Musikerkarriere als Violinist und Komponist vorausgesagt. Die Tatsache, dass diese Aussichten nicht realisiert wurden, erklärte Ohlsson folgendermaßen selbst. Das reiche Musikleben und die hohen musikalischen Anforderungen in Europa haben sein fragiles Selbstwertgefühl zerbrochen. Er verkaufte seine wertvolle historische Geige und arbeitete ab etwa 1915 in der Handelsfirma seines Vaters. Die Wirtschaftskrise des Ersten Weltkrieges sowie Ohlssons Zurückhaltung in öffentlicher Darstellung ließen ihn sowohl als Geiger wie als Komponisten in Vergessenheit geraten bis Fachstimmen wie die des schwedischen Musikschriftstellers Bo Wallner ihn wieder dieser Vergessenheit entrissen.

## Werke von Johan Richard Ohlsson
- Die Rabensonne. Oper für Soli, Orchester und Ballett (Darin enthalten einige Jugendkompositionen wie Berceuse, Barcarolle und Tarantella, die für sich als Suite betrachtet werden können. 1891)
- Elégie und Valse Carneval für Violine und Orchester (1897, 1922 uraufgeführt)
- Konzertstück für Violine und Orchester (1918)
- Drei Streichquartette (e-Moll 1898, D-Dur 1899, As-Dur 1914)